# Botschaft des Königreichs Saudi-Arabien (Bonn)

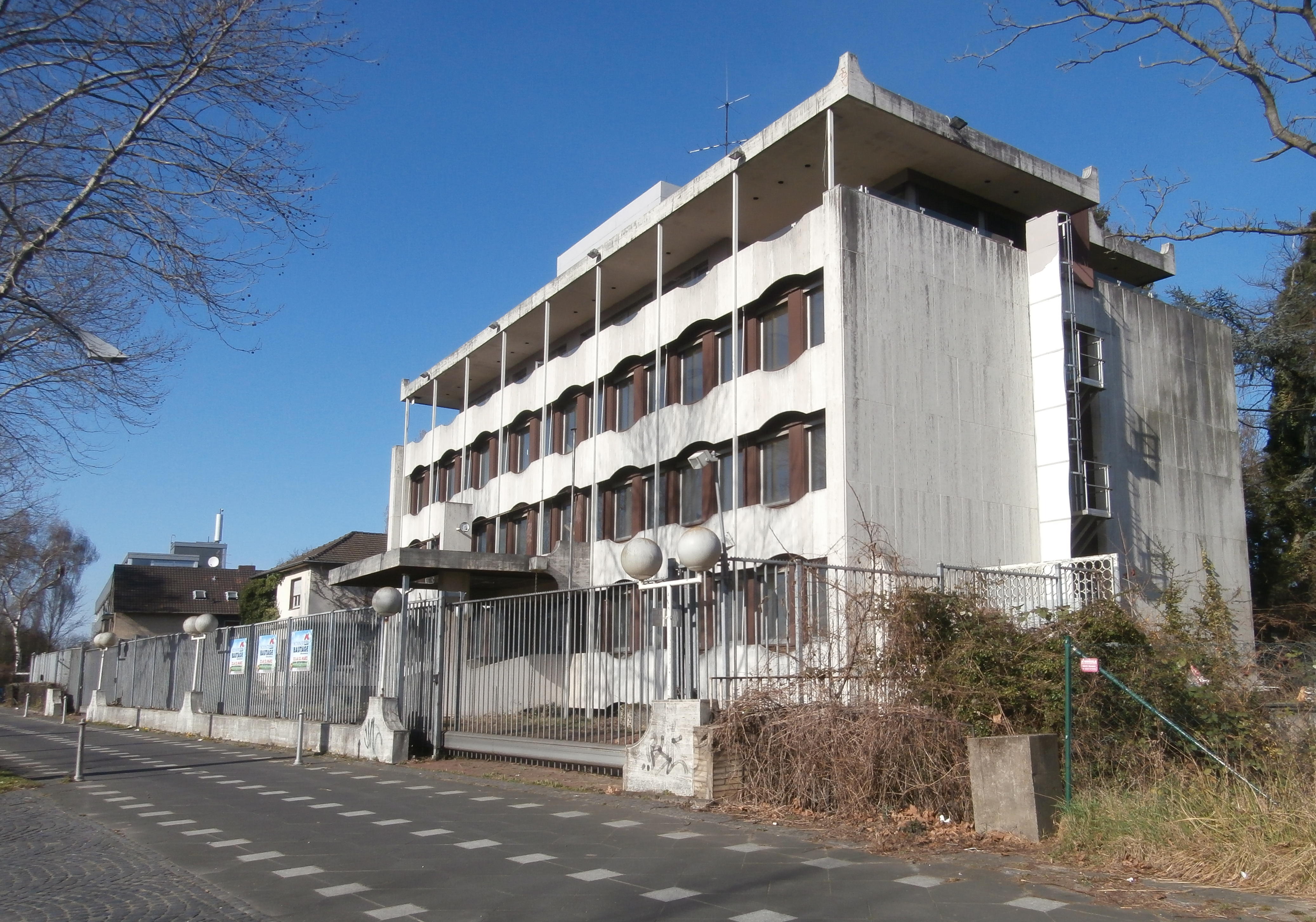
Ehemaliges Kanzleigebäude der Botschaft, Godesberger Allee 40–42 (2014)

Die Botschaft des Königreichs Saudi-Arabien in der Bundesrepublik Deutschland hatte von 1960 bis 1999 ihren Sitz im Bonner Stadtbezirk Bad Godesberg. Das ehemalige Kanzleigebäude der Botschaft, errichtet Mitte der 1970er-Jahre, lag im Ortsteil Plittersdorf an der Ostseite der Godesberger Allee (Bundesstraße 9) mit der Adresse Godesberger Allee 40/42. 2017 wurde es abgebrochen.

## Geschichte

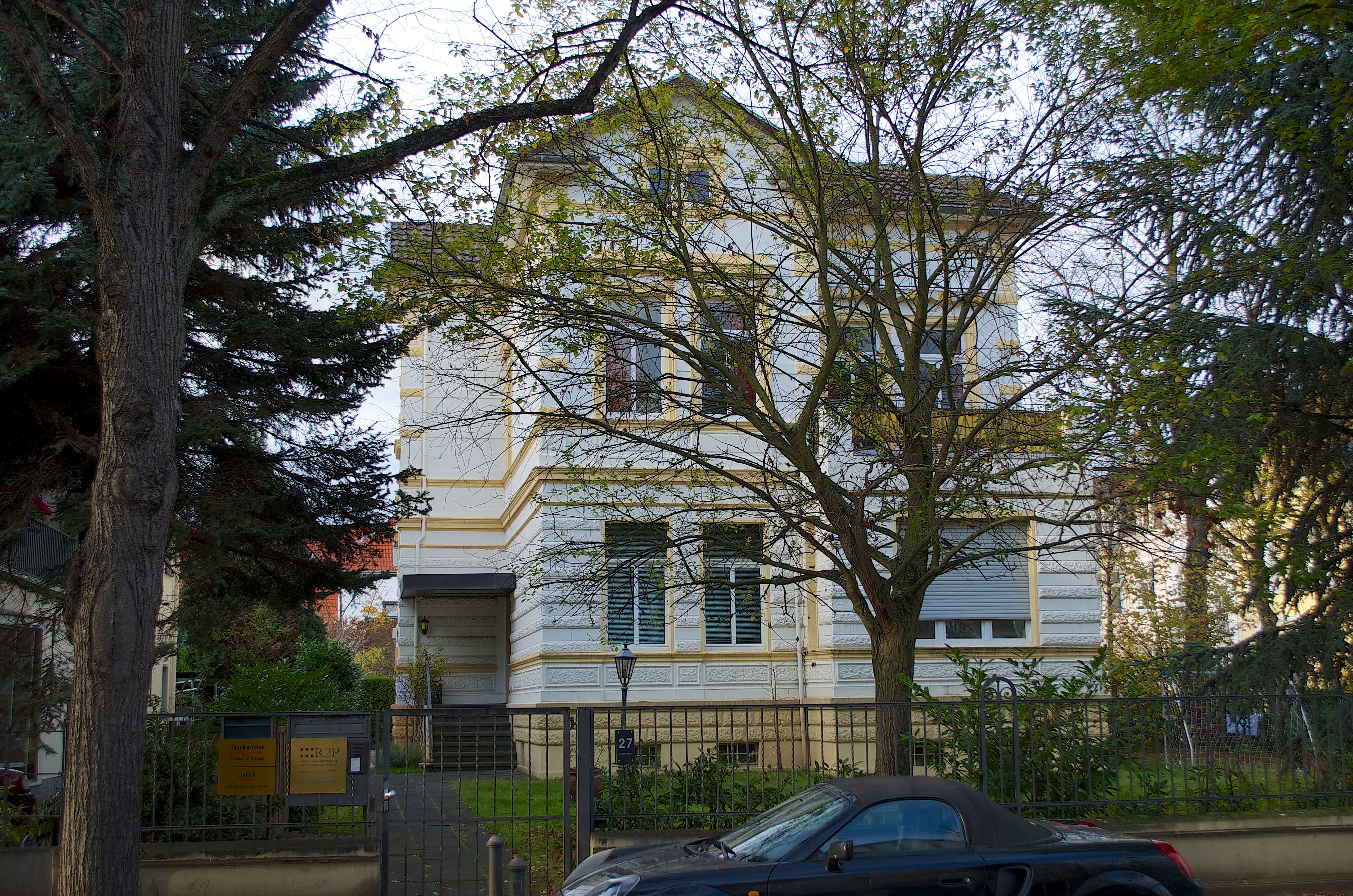
Villa Rheinallee 27, von 1960 bis Mitte der 1970er-Jahre Sitz der Botschaft

Nach der Aufnahme diplomatischer Beziehungen zur Bundesrepublik Deutschland (1954) eröffnete das Königreich Saudi-Arabien am 15. März 1957 eine Gesandtschaft am Regierungssitz Bonn, die ihren Sitz zunächst im Hotel Königshof hatte. Ab Februar 1960 bekleidete der Gesandte den Rang eines Botschafters. Die Kanzlei der saudi-arabischen Botschaft wurde in Bad Godesberg, dem Schwerpunkt der diplomatischen Vertretungen, in der 1884 erbauten Villa Rheinallee 27 (Ortsteil Godesberg-Villenviertel) eingerichtet.
Einen Tag nach Aufnahme diplomatischer Beziehungen zwischen der Bundesrepublik Deutschland und Israel unterbrach das Königreich Saudi-Arabien am 13. Mai 1965 seinerseits seine Beziehungen zur Bundesrepublik. In der Folge nahm die Botschaft der als Schutzmacht für Saudi-Arabien auftretenden Islamischen Republik Pakistan mit einer „Abteilung für die Wahrnehmung der Interessen des Königreichs Saudi-Arabien in der Bundesrepublik Deutschland“ die Geschäfte für das Land am bisherigen Standort der saudi-arabischen Botschaft wahr. Am 18. September 1973 erfolgte die Wiederaufnahme der diplomatischen Beziehungen zwischen Saudi-Arabien und der Bundesrepublik, sodass wieder eine reguläre Botschaft am Regierungssitz Bonn eröffnet wurde, die weiterhin in der Villa Rheinallee 27 ansässig war.

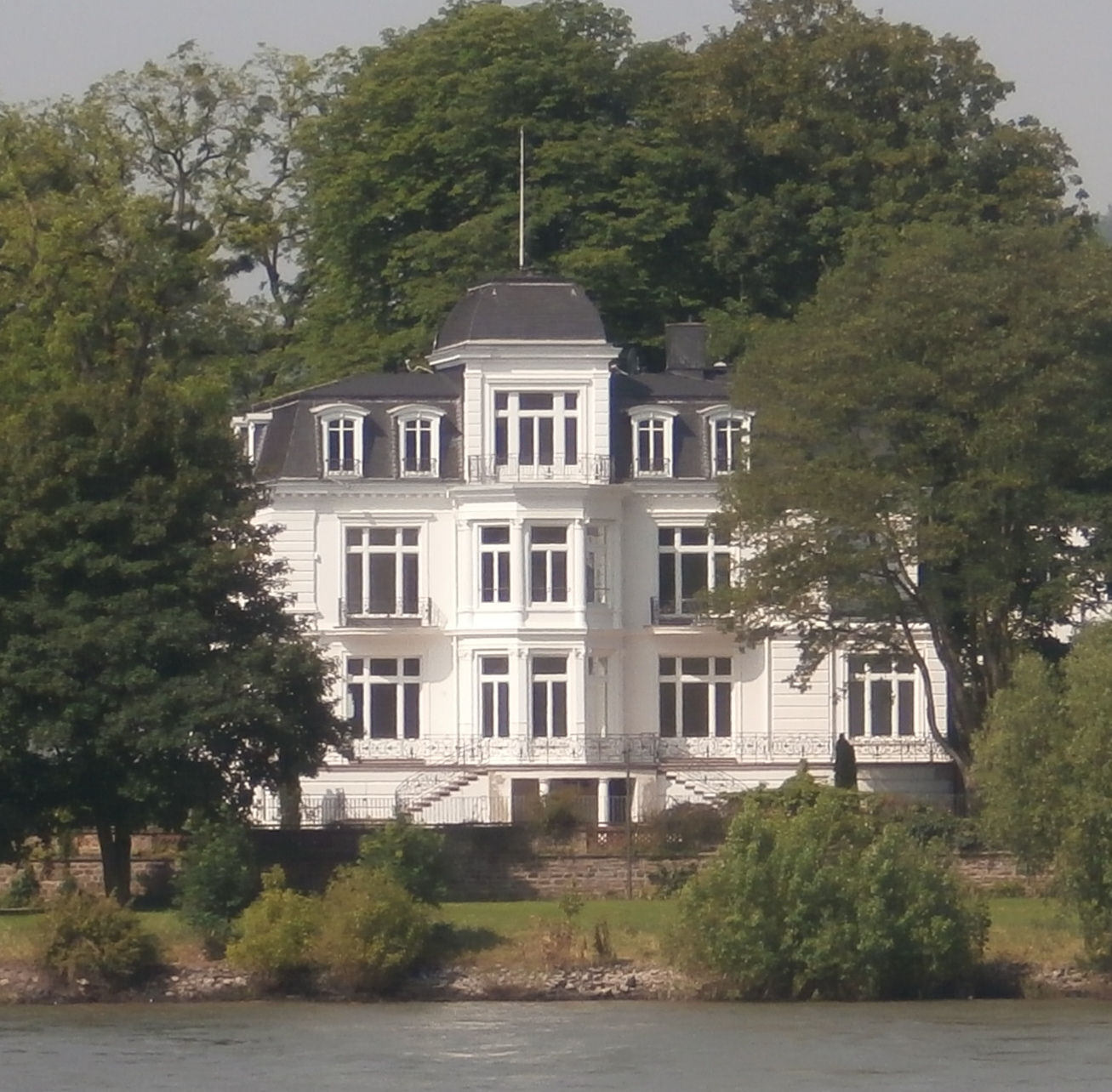
Haus Steineck, 1987–1999 Residenz der Botschaft

Als sich die saudi-arabische Regierung auf eine längere Präsenz am Regierungssitz Bonn einzustellen begann, plante sie Mitte der 1970er-Jahre einen Neubau der Botschaftskanzlei in Bad Godesberg. Dazu erwarb sie ein 2.643 m² umfassendes Grundstück an der Bundesstraße 9 und ließ dort bis 1978 (Bezug am 1. Dezember) ein viergeschossiges Gebäude mit einer Nutzfläche von 1.600 m² errichten. Als Residenz der Botschaft, Wohnsitz des Botschafters, diente eine Villa an der Rüdigerstraße im Ortsteil Mehlem. 1982 erwarb Saudi-Arabien das diesem Anwesen benachbarte Haus Steineck, um es als zusätzliche Residenz zu nutzen. Nach Abschluss der erforderlichen Sanierung konnte der saudi-arabische Botschafter das Haus 1987 beziehen. Die Botschaft verfügte spätestens seit Mitte der 1980er-Jahre auch über eine von der Botschaftskanzlei separierte und von einem Militärattaché geleitete Militärabteilung im Ortsteil Heiderhof (Hohle Gasse 85), spätestens seit Anfang der 1990er-Jahre über ein Kultur- und Informationsbüro im Ortsteil Plittersdorf (Wurzerstraße 47) und spätestens seit Ende der 1990er-Jahre im Ortsteil Lannesdorf (Honnefer Straße 1) über ein Gesundheitsbüro. Von 1994 bis 1995 entstand in Lannesdorf als Kultur- und Bildungseinrichtung des Königreichs die König-Fahd-Akademie, für die die saudi-arabische Botschaft als Bauherr auftrat.
Im Zuge der Verlegung des Regierungssitzes nach Berlin (1999) zog die Hauptstelle der saudi-arabischen Botschaft Anfang Oktober 1999 dorthin um. In Bonn wurde zunächst eine Außenstelle der Botschaft am bisherigen Standort der Militärabteilung in Heiderhof belassen, die dort weiterhin über ein Militärbüro (bis 2007), eine Konsularabteilung (bis 2008) sowie an ihren bisherigen Standorten über ein Gesundheitsbüro (bis 2007) und eine Kulturabteilung (bis 2008) verfügte. Das ehemalige Kanzleigebäude und das Haus Steineck als ehemalige Residenz standen seit dem Umzug der Botschaft leer und wurden im August 2008 an unterschiedliche Käufer veräußert. Erwerber des ehemaligen Kanzleigebäudes war ein ortsansässiger Geschäftsmann, der es in ein Hotel umzubauen beabsichtigte. Nachdem diese Planung an planungsrechtlichen Vorgaben der Stadt gescheitert war, stand das Gebäude weiterhin leer und war dem Verfall preisgegeben. Anfang 2017 wurde es abgebrochen. Als einzige Einrichtung verfügte Saudi-Arabien in Bonn noch bis Juni 2017 über die König-Fahd-Akademie, deren vormalige Liegenschaft bis März 2022 im Eigentum des Staates war.